# Nagysimonyi
Nagysimonyi is een plaats (község) en gemeente in het Hongaarse comitaat Vas. Nagysimonyi telt 985 inwoners (2001).